# Lista över fornlämningar i Nyköpings kommun (Husby-Oppunda)
Lista över fornlämningar i Nyköpings kommun (Husby-Oppunda) är en förteckning av ett urval av de fornlämningar som finns i Husby-Oppunda i Nyköpings kommun.
| Namn                               | Lämningstyp                      | Tillkomsttid | Historisk indelning         | Plats  | Läge                 | ID-nr          | Bild                                      |
| ---------------------------------- | -------------------------------- | ------------ | --------------------------- | ------ | -------------------- | -------------- | ----------------------------------------- |
| Husby-Oppunda 2:1                  | Röse                             |              | Husby-Oppunda, Södermanland |        | 58.922463, 16.786849 | 10033300020001 | Ladda upp en bild av detta fornminne      |
| Husby-Oppunda 4:1                  | Fornborg                         |              | Husby-Oppunda, Södermanland |        | 58.924795, 16.764059 | 10033300040001 | Ladda upp en bild av detta fornminne      |
| Husby-Oppunda 5:1                  | Gravfält                         |              | Husby-Oppunda, Södermanland |        | 58.922791, 16.797758 | 10033300050001 | Ladda upp en bild av detta fornminne      |
| Husby-Oppunda 6:1                  | Stensättning                     |              | Husby-Oppunda, Södermanland |        | 58.921694, 16.806257 | 10033300060001 | Ladda upp en bild av detta fornminne      |
| Husby-Oppunda 7:1                  | Gravfält                         |              | Husby-Oppunda, Södermanland |        | 58.920285, 16.809433 | 10033300070001 | Ladda upp en bild av detta fornminne      |
| Husby-Oppunda 8:1                  | Gravfält                         |              | Husby-Oppunda, Södermanland |        | 58.919596, 16.807855 | 10033300080001 | Ladda upp en bild av detta fornminne      |
| Husby-Oppunda 9:1                  | Stensättning                     |              | Husby-Oppunda, Södermanland |        | 58.922451, 16.844956 | 10033300090001 | Ladda upp en bild av detta fornminne      |
| Husby-Oppunda 10:1                 | Stensättning                     |              | Husby-Oppunda, Södermanland |        | 58.920704, 16.840944 | 10033300100001 | Ladda upp en bild av detta fornminne      |
| Husby-Oppunda 10:2                 | Stensättning                     |              | Husby-Oppunda, Södermanland |        | 58.920578, 16.840954 | 10033300100002 | Ladda upp en bild av detta fornminne      |
| Husby-Oppunda 10:3                 | Stensättning                     |              | Husby-Oppunda, Södermanland |        | 58.920421, 16.841223 | 10033300100003 | Ladda upp en bild av detta fornminne      |
| Husby-Oppunda 11:1                 | Gravfält                         |              | Husby-Oppunda, Södermanland |        | 58.916841, 16.833447 | 10033300110001 | Ladda upp en bild av detta fornminne      |
| Husby-Oppunda 12:1                 | Gravfält                         |              | Husby-Oppunda, Södermanland |        | 58.920914, 16.827516 | 10033300120001 | Ladda upp en bild av detta fornminne      |
| Husby-Oppunda 13:1                 | Gravfält                         |              | Husby-Oppunda, Södermanland |        | 58.916431, 16.788736 | 10033300130001 | Ladda upp en bild av detta fornminne      |
| Husby-Oppunda 14:1                 | Stensättning                     |              | Husby-Oppunda, Södermanland |        | 58.928751, 16.764188 | 10033300140001 | Ladda upp en bild av detta fornminne      |
| Husby-Oppunda 15:1                 | Stensättning                     |              | Husby-Oppunda, Södermanland |        | 58.929574, 16.760666 | 10033300150001 | Ladda upp en bild av detta fornminne      |
| Husby-Oppunda 16:1                 | Gravfält                         |              | Husby-Oppunda, Södermanland |        | 58.916666, 16.803773 | 10033300160001 | Ladda upp en bild av detta fornminne      |
| Husby-Oppunda 17:1                 | Stensättning                     |              | Husby-Oppunda, Södermanland |        | 58.916781, 16.802281 | 10033300170001 | Ladda upp en bild av detta fornminne      |
| Husby-Oppunda 17:2                 | Stensättning                     |              | Husby-Oppunda, Södermanland |        | 58.916673, 16.802293 | 10033300170002 | Ladda upp en bild av detta fornminne      |
| Husby-Oppunda 19:1                 | Fornborg                         |              | Husby-Oppunda, Södermanland |        | 58.913830, 16.770234 | 10033300190001 | Ladda upp en bild av detta fornminne      |
| Husby-Oppunda 21:1                 | Stensättning                     |              | Husby-Oppunda, Södermanland |        | 58.926124, 16.806466 | 10033300210001 | Ladda upp en bild av detta fornminne      |
| Husby-Oppunda 22:1                 | Gravfält                         |              | Husby-Oppunda, Södermanland |        | 58.921590, 16.829404 | 10033300220001 | Ladda upp en bild av detta fornminne      |
| Husby-Oppunda 23:1                 | Gravfält                         |              | Husby-Oppunda, Södermanland |        | 58.926640, 16.834675 | 10033300230001 | Ladda upp en bild av detta fornminne      |
| Husby-Oppunda 25:1                 | Stensättning                     |              | Husby-Oppunda, Södermanland |        | 58.909909, 16.819034 | 10033300250001 | Ladda upp en bild av detta fornminne      |
| Husby-Oppunda 26:1                 | Stensättning                     |              | Husby-Oppunda, Södermanland |        | 58.908061, 16.834479 | 10033300260001 | Ladda upp en bild av detta fornminne      |
| Husby-Oppunda 27:1                 | Hög                              |              | Husby-Oppunda, Södermanland |        | 58.909093, 16.811302 | 10033300270001 | Ladda upp en bild av detta fornminne      |
| Sö 60 (Husby-Oppunda 28:1)         | Runristning                      |              | Husby-Oppunda, Södermanland | Ramsta | 58.909846, 16.814126 | 10033300280001 | Ladda upp en till bild av detta fornminne |
| Husby-Oppunda 29:1                 | Hög                              |              | Husby-Oppunda, Södermanland |        | 58.907077, 16.797760 | 10033300290001 | Ladda upp en bild av detta fornminne      |
| Orrkullen (Husby-Oppunda 30:1)     | Gravfält                         |              | Husby-Oppunda, Södermanland |        | 58.909254, 16.792128 | 10033300300001 | Ladda upp en bild av detta fornminne      |
| Husby-Oppunda 31:1                 | Stensättning                     |              | Husby-Oppunda, Södermanland |        | 58.908323, 16.771836 | 10033300310001 | Ladda upp en bild av detta fornminne      |
| Husby-Oppunda 32:1                 | Gravfält                         |              | Husby-Oppunda, Södermanland |        | 58.912473, 16.755652 | 10033300320001 | Ladda upp en bild av detta fornminne      |
| Husby-Oppunda 33:1                 | Gravfält                         |              | Husby-Oppunda, Södermanland |        | 58.903964, 16.766421 | 10033300330001 | Ladda upp en bild av detta fornminne      |
| Husby-Oppunda 34:1                 | Stensättning                     |              | Husby-Oppunda, Södermanland |        | 58.935004, 16.864369 | 10033300340001 | Ladda upp en bild av detta fornminne      |
| Husby-Oppunda 35:1                 | Stensättning                     |              | Husby-Oppunda, Södermanland |        | 58.922313, 16.847800 | 10033300350001 | Ladda upp en bild av detta fornminne      |
| Husby-Oppunda 36:1                 | Röse                             |              | Husby-Oppunda, Södermanland |        | 58.920173, 16.847122 | 10033300360001 | Ladda upp en bild av detta fornminne      |
| Husby-Oppunda 36:2                 | Stensättning                     |              | Husby-Oppunda, Södermanland |        | 58.920010, 16.847291 | 10033300360002 | Ladda upp en bild av detta fornminne      |
| Husby-Oppunda 36:3                 | Stensättning                     |              | Husby-Oppunda, Södermanland |        | 58.920371, 16.847007 | 10033300360003 | Ladda upp en bild av detta fornminne      |
| Husby-Oppunda 37:1                 | Gravfält                         |              | Husby-Oppunda, Södermanland |        | 58.919007, 16.857131 | 10033300370001 | Ladda upp en bild av detta fornminne      |
| Husby-Oppunda 38:1                 | Stensättning                     |              | Husby-Oppunda, Södermanland |        | 58.921888, 16.843550 | 10033300380001 | Ladda upp en bild av detta fornminne      |
| Husby-Oppunda 39:1                 | Hög                              |              | Husby-Oppunda, Södermanland |        | 58.918289, 16.856195 | 10033300390001 | Ladda upp en bild av detta fornminne      |
| Husby-Oppunda 40:1                 | Gravfält                         |              | Husby-Oppunda, Södermanland |        | 58.908404, 16.847473 | 10033300400001 | Ladda upp en bild av detta fornminne      |
| Husby-Oppunda 41:1                 | Gravfält                         |              | Husby-Oppunda, Södermanland |        | 58.905388, 16.848432 | 10033300410001 | Ladda upp en bild av detta fornminne      |
| Husby-Oppunda 42:1                 | Hög                              |              | Husby-Oppunda, Södermanland |        | 58.905199, 16.849707 | 10033300420001 | Ladda upp en bild av detta fornminne      |
| Husby-Oppunda 42:2                 | Hög                              |              | Husby-Oppunda, Södermanland |        | 58.905123, 16.849677 | 10033300420002 | Ladda upp en bild av detta fornminne      |
| Husby-Oppunda 43:1                 | Gravfält                         |              | Husby-Oppunda, Södermanland |        | 58.907178, 16.807890 | 10033300430001 | Ladda upp en bild av detta fornminne      |
| Husby-Oppunda 45:1                 | Hög                              |              | Husby-Oppunda, Södermanland |        | 58.905016, 16.810016 | 10033300450001 | Ladda upp en bild av detta fornminne      |
| Husby-Oppunda 47:1                 | Fornborg                         |              | Husby-Oppunda, Södermanland |        | 58.893557, 16.858322 | 10033300470001 | Ladda upp en bild av detta fornminne      |
| Boön (Husby-Oppunda 48:1)          | Fornborg                         |              | Husby-Oppunda, Södermanland |        | 58.896936, 16.867220 | 10033300480001 | Ladda upp en bild av detta fornminne      |
| Husby-Oppunda 50:1                 | Röse                             |              | Husby-Oppunda, Södermanland |        | 58.878200, 16.855344 | 10033300500001 | Ladda upp en bild av detta fornminne      |
| Husby-Oppunda 51:1                 | Stensättning                     |              | Husby-Oppunda, Södermanland |        | 58.875827, 16.856238 | 10033300510001 | Ladda upp en bild av detta fornminne      |
| Husby-Oppunda 52:1                 | Stensättning                     |              | Husby-Oppunda, Södermanland |        | 58.875151, 16.852108 | 10033300520001 | Ladda upp en bild av detta fornminne      |
| Husby-Oppunda 53:1                 | Röse                             |              | Husby-Oppunda, Södermanland |        | 58.874672, 16.849534 | 10033300530001 | Ladda upp en bild av detta fornminne      |
| Husby-Oppunda 54:1                 | Stensättning                     |              | Husby-Oppunda, Södermanland |        | 58.874550, 16.844560 | 10033300540001 | Ladda upp en bild av detta fornminne      |
| Husby-Oppunda 54:2                 | Stensättning                     |              | Husby-Oppunda, Södermanland |        | 58.874620, 16.844737 | 10033300540002 | Ladda upp en bild av detta fornminne      |
| Husby-Oppunda 55:1                 | Röse                             |              | Husby-Oppunda, Södermanland |        | 58.870922, 16.844482 | 10033300550001 | Ladda upp en bild av detta fornminne      |
| Husby-Oppunda 55:2                 | Stensättning                     |              | Husby-Oppunda, Södermanland |        | 58.870710, 16.844959 | 10033300550002 | Ladda upp en bild av detta fornminne      |
| Husby-Oppunda 56:1                 | Stensättning                     |              | Husby-Oppunda, Södermanland |        | 58.869002, 16.841939 | 10033300560001 | Ladda upp en bild av detta fornminne      |
| Husby-Oppunda 60:1                 | Gravfält                         |              | Husby-Oppunda, Södermanland |        | 58.921161, 16.807611 | 10033300600001 | Ladda upp en bild av detta fornminne      |
| Husby-Oppunda 61:1                 | Gravfält                         |              | Husby-Oppunda, Södermanland |        | 58.864652, 16.817469 | 10033300610001 | Ladda upp en bild av detta fornminne      |
| Husby-Oppunda 62:1                 | Stensättning                     |              | Husby-Oppunda, Södermanland |        | 58.866769, 16.825086 | 10033300620001 | Ladda upp en bild av detta fornminne      |
| Husby-Oppunda 63:1                 | Stensättning                     |              | Husby-Oppunda, Södermanland |        | 58.869143, 16.821659 | 10033300630001 | Ladda upp en bild av detta fornminne      |
| Husby-Oppunda 64:1                 | Stensättning                     |              | Husby-Oppunda, Södermanland |        | 58.866420, 16.831284 | 10033300640001 | Ladda upp en bild av detta fornminne      |
| Husby-Oppunda 65:1                 | Röse                             |              | Husby-Oppunda, Södermanland |        | 58.868600, 16.834669 | 10033300650001 | Ladda upp en bild av detta fornminne      |
| Husby-Oppunda 66:1                 | Stensättning                     |              | Husby-Oppunda, Södermanland |        | 58.872957, 16.836199 | 10033300660001 | Ladda upp en bild av detta fornminne      |
| Husby-Oppunda 66:2                 | Röse                             |              | Husby-Oppunda, Södermanland |        | 58.873183, 16.835254 | 10033300660002 | Ladda upp en bild av detta fornminne      |
| Husby-Oppunda 66:3                 | Stensättning                     |              | Husby-Oppunda, Södermanland |        | 58.873007, 16.836583 | 10033300660003 | Ladda upp en bild av detta fornminne      |
| Husby-Oppunda 67:1                 | Stensättning                     |              | Husby-Oppunda, Södermanland |        | 58.872895, 16.839251 | 10033300670001 | Ladda upp en bild av detta fornminne      |
| Husby-Oppunda 67:2                 | Stensättning                     |              | Husby-Oppunda, Södermanland |        | 58.872678, 16.838555 | 10033300670002 | Ladda upp en bild av detta fornminne      |
| Husby-Oppunda 68:1                 | Stensättning                     |              | Husby-Oppunda, Södermanland |        | 58.877041, 16.828537 | 10033300680001 | Ladda upp en bild av detta fornminne      |
| Husby-Oppunda 69:1                 | Stensättning                     |              | Husby-Oppunda, Södermanland |        | 58.877557, 16.832203 | 10033300690001 | Ladda upp en bild av detta fornminne      |
| Husby-Oppunda 69:2                 | Stensättning                     |              | Husby-Oppunda, Södermanland |        | 58.877413, 16.832197 | 10033300690002 | Ladda upp en bild av detta fornminne      |
| Husby-Oppunda 69:3                 | Stensättning                     |              | Husby-Oppunda, Södermanland |        | 58.877285, 16.832435 | 10033300690003 | Ladda upp en bild av detta fornminne      |
| Husby-Oppunda 70:1                 | Stensättning                     |              | Husby-Oppunda, Södermanland |        | 58.878684, 16.834956 | 10033300700001 | Ladda upp en bild av detta fornminne      |
| Husby-Oppunda 70:2                 | Stensättning                     |              | Husby-Oppunda, Södermanland |        | 58.878610, 16.835110 | 10033300700002 | Ladda upp en bild av detta fornminne      |
| Husby-Oppunda 70:3                 | Stensättning                     |              | Husby-Oppunda, Södermanland |        | 58.878546, 16.835280 | 10033300700003 | Ladda upp en bild av detta fornminne      |
| Husby-Oppunda 71:1                 | Stensättning                     |              | Husby-Oppunda, Södermanland |        | 58.883664, 16.844064 | 10033300710001 | Ladda upp en bild av detta fornminne      |
| Sö 61 (Husby-Oppunda 73:1)         | Runristning                      |              | Husby-Oppunda, Södermanland | Ösby   | 58.878306, 16.821576 | 10033300730001 | Ladda upp en bild av detta fornminne      |
| Husby-Oppunda 75:1                 | Gravfält                         |              | Husby-Oppunda, Södermanland |        | 58.874498, 16.818525 | 10033300750001 | Ladda upp en bild av detta fornminne      |
| Husby-Oppunda 76:1                 | Hög                              |              | Husby-Oppunda, Södermanland |        | 58.874322, 16.807531 | 10033300760001 | Ladda upp en bild av detta fornminne      |
| Husby-Oppunda 76:2                 | Hög                              |              | Husby-Oppunda, Södermanland |        | 58.874311, 16.807791 | 10033300760002 | Ladda upp en bild av detta fornminne      |
| Husby-Oppunda 76:3                 | Stensättning                     |              | Husby-Oppunda, Södermanland |        | 58.874246, 16.807927 | 10033300760003 | Ladda upp en bild av detta fornminne      |
| Husby-Oppunda 77:1                 | Gravfält                         |              | Husby-Oppunda, Södermanland |        | 58.874861, 16.807321 | 10033300770001 | Ladda upp en bild av detta fornminne      |
| Husby-Oppunda 78:1                 | Gravfält                         |              | Husby-Oppunda, Södermanland |        | 58.878901, 16.788367 | 10033300780001 | Ladda upp en bild av detta fornminne      |
| Sö 59 (Husby-Oppunda 79:1)         | Runristning                      |              | Husby-Oppunda, Södermanland | Flåsta | 58.877280, 16.787879 | 10033300790001 | Ladda upp en bild av detta fornminne      |
| Husby-Oppunda 80:1                 | Gravfält                         |              | Husby-Oppunda, Södermanland |        | 58.876820, 16.789232 | 10033300800001 | Ladda upp en bild av detta fornminne      |
| Husby-Oppunda 82:1                 | Gravfält                         |              | Husby-Oppunda, Södermanland |        | 58.886710, 16.795408 | 10033300820001 | Ladda upp en bild av detta fornminne      |
| Husby-Oppunda 83:1                 | Gravfält                         |              | Husby-Oppunda, Södermanland |        | 58.887876, 16.792358 | 10033300830001 | Ladda upp en bild av detta fornminne      |
| Husby-Oppunda 84:1                 | Röse                             |              | Husby-Oppunda, Södermanland |        | 58.886594, 16.783869 | 10033300840001 | Ladda upp en bild av detta fornminne      |
| Husby-Oppunda 84:2                 | Röse                             |              | Husby-Oppunda, Södermanland |        | 58.886635, 16.784235 | 10033300840002 | Ladda upp en bild av detta fornminne      |
| Husby-Oppunda 84:3                 | Röse                             |              | Husby-Oppunda, Södermanland |        | 58.886568, 16.784597 | 10033300840003 | Ladda upp en bild av detta fornminne      |
| Husby-Oppunda 84:4                 | Röse                             |              | Husby-Oppunda, Södermanland |        | 58.886601, 16.784859 | 10033300840004 | Ladda upp en bild av detta fornminne      |
| Husby-Oppunda 85:1                 | Gravfält                         |              | Husby-Oppunda, Södermanland |        | 58.885942, 16.785545 | 10033300850001 | Ladda upp en bild av detta fornminne      |
| Husby-Oppunda 86:1                 | Stensättning                     |              | Husby-Oppunda, Södermanland |        | 58.897637, 16.794502 | 10033300860001 | Ladda upp en bild av detta fornminne      |
| Husby-Oppunda 86:2                 | Stensättning                     |              | Husby-Oppunda, Södermanland |        | 58.897276, 16.794639 | 10033300860002 | Ladda upp en bild av detta fornminne      |
| Husby-Oppunda 87:1                 | Stensättning                     |              | Husby-Oppunda, Södermanland |        | 58.898341, 16.790629 | 10033300870001 | Ladda upp en bild av detta fornminne      |
| Husby-Oppunda 87:2                 | Stensättning                     |              | Husby-Oppunda, Södermanland |        | 58.898559, 16.790502 | 10033300870002 | Ladda upp en bild av detta fornminne      |
| Husby-Oppunda 88:1                 | Stensättning                     |              | Husby-Oppunda, Södermanland |        | 58.898277, 16.788835 | 10033300880001 | Ladda upp en bild av detta fornminne      |
| Husby-Oppunda 88:2                 | Stensättning                     |              | Husby-Oppunda, Södermanland |        | 58.898084, 16.789154 | 10033300880002 | Ladda upp en bild av detta fornminne      |
| Husby-Oppunda 92:1                 | Stensättning                     |              | Husby-Oppunda, Södermanland |        | 58.894052, 16.765224 | 10033300920001 | Ladda upp en bild av detta fornminne      |
| Husby-Oppunda 94:1                 | Gravfält                         |              | Husby-Oppunda, Södermanland |        | 58.925290, 16.862641 | 10033300940001 | Ladda upp en bild av detta fornminne      |
| Husby-Oppunda 95:1                 | Stensättning                     |              | Husby-Oppunda, Södermanland |        | 58.924238, 16.844517 | 10033300950001 | Ladda upp en bild av detta fornminne      |
| Husby-Oppunda 95:2                 | Stensättning                     |              | Husby-Oppunda, Södermanland |        | 58.924093, 16.845205 | 10033300950002 | Ladda upp en bild av detta fornminne      |
| Husby-Oppunda 97:1                 | Stensättning                     |              | Husby-Oppunda, Södermanland |        | 58.873574, 16.845076 | 10033300970001 | Ladda upp en bild av detta fornminne      |
| Husby-Oppunda 98:1                 | Stensättning                     |              | Husby-Oppunda, Södermanland |        | 58.874162, 16.843954 | 10033300980001 | Ladda upp en bild av detta fornminne      |
| Husby-Oppunda 98:2                 | Stensättning                     |              | Husby-Oppunda, Södermanland |        | 58.874098, 16.844056 | 10033300980002 | Ladda upp en bild av detta fornminne      |
| Husby-Oppunda 98:3                 | Stensättning                     |              | Husby-Oppunda, Södermanland |        | 58.874034, 16.844175 | 10033300980003 | Ladda upp en bild av detta fornminne      |
| Husby-Oppunda 98:4                 | Stensättning                     |              | Husby-Oppunda, Södermanland |        | 58.874028, 16.843879 | 10033300980004 | Ladda upp en bild av detta fornminne      |
| Husby-Oppunda 99:1                 | Stensättning                     |              | Husby-Oppunda, Södermanland |        | 58.872719, 16.837387 | 10033300990001 | Ladda upp en bild av detta fornminne      |
| Husby-Oppunda 100:1                | Gravfält                         |              | Husby-Oppunda, Södermanland |        | 58.875262, 16.821823 | 10033301000001 | Ladda upp en bild av detta fornminne      |
| Husby-Oppunda 101:1                | Stensättning                     |              | Husby-Oppunda, Södermanland |        | 58.876389, 16.829847 | 10033301010001 | Ladda upp en bild av detta fornminne      |
| Husby-Oppunda 102:1                | Gravfält                         |              | Husby-Oppunda, Södermanland |        | 58.886090, 16.776552 | 10033301020001 | Ladda upp en bild av detta fornminne      |
| Husby-Oppunda 103:1                | Stensättning                     |              | Husby-Oppunda, Södermanland |        | 58.887479, 16.771872 | 10033301030001 | Ladda upp en bild av detta fornminne      |
| Husby-Oppunda 104:1                | Gravfält                         |              | Husby-Oppunda, Södermanland |        | 58.887797, 16.770541 | 10033301040001 | Ladda upp en bild av detta fornminne      |
| Husby-Oppunda 105:1                | Gravfält                         |              | Husby-Oppunda, Södermanland |        | 58.890377, 16.762393 | 10033301050001 | Ladda upp en bild av detta fornminne      |
| Husby-Oppunda 105:2                | Stensättning                     |              | Husby-Oppunda, Södermanland |        | 58.889241, 16.763679 | 10033301050002 | Ladda upp en bild av detta fornminne      |
| Husby-Oppunda 105:3                | Stensättning                     |              | Husby-Oppunda, Södermanland |        | 58.888974, 16.763607 | 10033301050003 | Ladda upp en bild av detta fornminne      |
| Husby-Oppunda 105:4                | Stensättning                     |              | Husby-Oppunda, Södermanland |        | 58.888991, 16.763389 | 10033301050004 | Ladda upp en bild av detta fornminne      |
| Husby-Oppunda 106:1                | Stensättning                     |              | Husby-Oppunda, Södermanland |        | 58.885874, 16.767556 | 10033301060001 | Ladda upp en bild av detta fornminne      |
| Husby-Oppunda 106:2                | Stensättning                     |              | Husby-Oppunda, Södermanland |        | 58.886006, 16.767735 | 10033301060002 | Ladda upp en bild av detta fornminne      |
| Husby-Oppunda 107:1                | Gravfält                         |              | Husby-Oppunda, Södermanland |        | 58.885070, 16.768387 | 10033301070001 | Ladda upp en bild av detta fornminne      |
| Husby-Oppunda 109:1                | Röse                             |              | Husby-Oppunda, Södermanland |        | 58.881537, 16.773391 | 10033301090001 | Ladda upp en bild av detta fornminne      |
| Husby-Oppunda 111:1                | Stensättning                     |              | Husby-Oppunda, Södermanland |        | 58.885340, 16.762084 | 10033301110001 | Ladda upp en bild av detta fornminne      |
| Husby-Oppunda 112:1                | Gravfält                         |              | Husby-Oppunda, Södermanland |        | 58.884608, 16.763507 | 10033301120001 | Ladda upp en bild av detta fornminne      |
| Husby-Oppunda 113:1                | Stensättning                     |              | Husby-Oppunda, Södermanland |        | 58.876117, 16.756710 | 10033301130001 | Ladda upp en bild av detta fornminne      |
| Husby-Oppunda 114:1                | Gravfält                         |              | Husby-Oppunda, Södermanland |        | 58.875051, 16.756486 | 10033301140001 | Ladda upp en bild av detta fornminne      |
| Husby-Oppunda 115:1                | Gravfält                         |              | Husby-Oppunda, Södermanland |        | 58.886157, 16.735144 | 10033301150001 | Ladda upp en bild av detta fornminne      |
| Husby-Oppunda 117:1                | Gravfält                         |              | Husby-Oppunda, Södermanland |        | 58.893184, 16.753282 | 10033301170001 | Ladda upp en bild av detta fornminne      |
| Husby-Oppunda 118:1                | Gravfält                         |              | Husby-Oppunda, Södermanland |        | 58.893058, 16.737948 | 10033301180001 | Ladda upp en bild av detta fornminne      |
| Husby-Oppunda 119:1                | Röse                             |              | Husby-Oppunda, Södermanland |        | 58.901050, 16.730300 | 10033301190001 | Ladda upp en bild av detta fornminne      |
| Husby-Oppunda 120:1                | Gravfält                         |              | Husby-Oppunda, Södermanland |        | 58.902399, 16.795986 | 10033301200001 | Ladda upp en bild av detta fornminne      |
| Husby-Oppunda 120:2                | Stensättning                     |              | Husby-Oppunda, Södermanland |        | 58.902728, 16.796691 | 10033301200002 | Ladda upp en bild av detta fornminne      |
| Husby-Oppunda 120:3                | Stensättning                     |              | Husby-Oppunda, Södermanland |        | 58.902726, 16.797020 | 10033301200003 | Ladda upp en bild av detta fornminne      |
| Husby-Oppunda 120:4                | Stensättning                     |              | Husby-Oppunda, Södermanland |        | 58.902863, 16.796694 | 10033301200004 | Ladda upp en bild av detta fornminne      |
| Husby-Oppunda 122:1                | Stensättning                     |              | Husby-Oppunda, Södermanland |        | 58.897062, 16.765299 | 10033301220001 | Ladda upp en bild av detta fornminne      |
| Husby-Oppunda 123:1                | Gravfält                         |              | Husby-Oppunda, Södermanland |        | 58.886815, 16.753809 | 10033301230001 | Ladda upp en bild av detta fornminne      |
| Boberget (Husby-Oppunda 125:1)     | Fornborg                         |              | Husby-Oppunda, Södermanland |        | 58.875977, 16.790295 | 10033301250001 | Ladda upp en bild av detta fornminne      |
| Husby-Oppunda 127:1                | Stensättning                     |              | Husby-Oppunda, Södermanland |        | 58.881362, 16.775211 | 10033301270001 | Ladda upp en bild av detta fornminne      |
| Husby-Oppunda 127:2                | Stensättning                     |              | Husby-Oppunda, Södermanland |        | 58.881253, 16.775328 | 10033301270002 | Ladda upp en bild av detta fornminne      |
| Husby-Oppunda 127:3                | Stensättning                     |              | Husby-Oppunda, Södermanland |        | 58.881033, 16.775528 | 10033301270003 | Ladda upp en bild av detta fornminne      |
| Husby-Oppunda 127:4                | Stensättning                     |              | Husby-Oppunda, Södermanland |        | 58.881622, 16.775238 | 10033301270004 | Ladda upp en bild av detta fornminne      |
| Husby-Oppunda 128:1                | Hög                              |              | Husby-Oppunda, Södermanland |        | 58.906442, 16.796984 | 10033301280001 | Ladda upp en bild av detta fornminne      |
| Husby-Oppunda 129:1                | Fornborg                         |              | Husby-Oppunda, Södermanland |        | 58.924512, 16.777598 | 10033301290001 | Ladda upp en bild av detta fornminne      |
| Husby-Oppunda 130:1                | Stensättning                     |              | Husby-Oppunda, Södermanland |        | 58.918146, 16.803591 | 10033301300001 | Ladda upp en bild av detta fornminne      |
| Husby-Oppunda 136:1                | Stensättning                     |              | Husby-Oppunda, Södermanland |        | 58.903213, 16.726817 | 10033301360001 | Ladda upp en bild av detta fornminne      |
| Husby-Oppunda 137:1                | Stensättning                     |              | Husby-Oppunda, Södermanland |        | 58.873626, 16.842926 | 10033301370001 | Ladda upp en bild av detta fornminne      |
| Husby-Oppunda 137:2                | Stensättning                     |              | Husby-Oppunda, Södermanland |        | 58.873656, 16.842667 | 10033301370002 | Ladda upp en bild av detta fornminne      |
| Husby-Oppunda 139:1                | Stensättning                     |              | Husby-Oppunda, Södermanland |        | 58.902374, 16.726674 | 10033301390001 | Ladda upp en bild av detta fornminne      |
| Husby-Oppunda 139:2                | Stensättning                     |              | Husby-Oppunda, Södermanland |        | 58.902387, 16.726384 | 10033301390002 | Ladda upp en bild av detta fornminne      |
| Husby-Oppunda 140:1                | Stensättning                     |              | Husby-Oppunda, Södermanland |        | 58.877069, 16.770879 | 10033301400001 | Ladda upp en bild av detta fornminne      |
| Husby-Oppunda 141:1                | Stensättning                     |              | Husby-Oppunda, Södermanland |        | 58.876020, 16.779100 | 10033301410001 | Ladda upp en bild av detta fornminne      |
| Husby-Oppunda 141:2                | Stensättning                     |              | Husby-Oppunda, Södermanland |        | 58.875995, 16.778997 | 10033301410002 | Ladda upp en bild av detta fornminne      |
| Husby-Oppunda 142:1                | Stensättning                     |              | Husby-Oppunda, Södermanland |        | 58.876263, 16.763384 | 10033301420001 | Ladda upp en bild av detta fornminne      |
| Husby-Oppunda 143:1                | Stensättning                     |              | Husby-Oppunda, Södermanland |        | 58.886469, 16.797632 | 10033301430001 | Ladda upp en bild av detta fornminne      |
| Husby-Oppunda 144:1                | Stensättning                     |              | Husby-Oppunda, Södermanland |        | 58.886483, 16.785929 | 10033301440001 | Ladda upp en bild av detta fornminne      |
| Husby-Oppunda 144:2                | Stensättning                     |              | Husby-Oppunda, Södermanland |        | 58.886502, 16.785671 | 10033301440002 | Ladda upp en bild av detta fornminne      |
| Husby-Oppunda 144:3                | Stensättning                     |              | Husby-Oppunda, Södermanland |        | 58.886407, 16.786119 | 10033301440003 | Ladda upp en bild av detta fornminne      |
| Husby-Oppunda 144:4                | Stensättning                     |              | Husby-Oppunda, Södermanland |        | 58.886281, 16.785315 | 10033301440004 | Ladda upp en bild av detta fornminne      |
| Husby-Oppunda 145:1                | Husgrund, förhistorisk/medeltida |              | Husby-Oppunda, Södermanland |        | 58.886688, 16.785143 | 10033301450001 | Ladda upp en bild av detta fornminne      |
| Husby-Oppunda 146:1                | Stensättning                     |              | Husby-Oppunda, Södermanland |        | 58.887191, 16.785889 | 10033301460001 | Ladda upp en bild av detta fornminne      |
| Stensåker. (Husby-Oppunda 147:1)   | Lägenhetsbebyggelse              |              | Husby-Oppunda, Södermanland |        | 58.885931, 16.786505 | 10033301470001 | Ladda upp en bild av detta fornminne      |
| Husby-Oppunda 149:1                | Stensättning                     |              | Husby-Oppunda, Södermanland |        | 58.888981, 16.778942 | 10033301490001 | Ladda upp en bild av detta fornminne      |
| Husby-Oppunda 149:2                | Stensättning                     |              | Husby-Oppunda, Södermanland |        | 58.888824, 16.779229 | 10033301490002 | Ladda upp en bild av detta fornminne      |
| Husby-Oppunda 149:3                | Stensättning                     |              | Husby-Oppunda, Södermanland |        | 58.888610, 16.779131 | 10033301490003 | Ladda upp en bild av detta fornminne      |
| Husby-Oppunda 149:4                | Stensättning                     |              | Husby-Oppunda, Södermanland |        | 58.888554, 16.779250 | 10033301490004 | Ladda upp en bild av detta fornminne      |
| Husby-Oppunda 149:5                | Stensättning                     |              | Husby-Oppunda, Södermanland |        | 58.888445, 16.779313 | 10033301490005 | Ladda upp en bild av detta fornminne      |
| Husby-Oppunda 149:6                | Stensättning                     |              | Husby-Oppunda, Södermanland |        | 58.888564, 16.779824 | 10033301490006 | Ladda upp en bild av detta fornminne      |
| Husby-Oppunda 149:7                | Stensättning                     |              | Husby-Oppunda, Södermanland |        | 58.888481, 16.779941 | 10033301490007 | Ladda upp en bild av detta fornminne      |
| Husby-Oppunda 150:1                | Stensättning                     |              | Husby-Oppunda, Södermanland |        | 58.888101, 16.779934 | 10033301500001 | Ladda upp en bild av detta fornminne      |
| Gamla Kyrkan (Husby-Oppunda 152:1) | Stensättning                     |              | Husby-Oppunda, Södermanland |        | 58.895603, 16.822814 | 10033301520001 | Ladda upp en bild av detta fornminne      |
| Husby-Oppunda 154:1                | Stensättning                     |              | Husby-Oppunda, Södermanland |        | 58.872025, 16.762423 | 10033301540001 | Ladda upp en bild av detta fornminne      |
| Husby-Oppunda 154:2                | Stensättning                     |              | Husby-Oppunda, Södermanland |        | 58.871783, 16.761563 | 10033301540002 | Ladda upp en bild av detta fornminne      |
| Husby-Oppunda 155:1                | Stensättning                     |              | Husby-Oppunda, Södermanland |        | 58.867529, 16.762059 | 10033301550001 | Ladda upp en bild av detta fornminne      |
| Husby-Oppunda 156:1                | Stensättning                     |              | Husby-Oppunda, Södermanland |        | 58.874904, 16.774372 | 10033301560001 | Ladda upp en bild av detta fornminne      |
| Husby-Oppunda 157:1                | Stensättning                     |              | Husby-Oppunda, Södermanland |        | 58.882642, 16.775660 | 10033301570001 | Ladda upp en bild av detta fornminne      |
| Husby-Oppunda 157:2                | Stensättning                     |              | Husby-Oppunda, Södermanland |        | 58.882568, 16.775919 | 10033301570002 | Ladda upp en bild av detta fornminne      |
| Djurgården (Husby-Oppunda 158:1)   | Stensättning                     |              | Husby-Oppunda, Södermanland |        | 58.879833, 16.754854 | 10033301580001 | Ladda upp en bild av detta fornminne      |
| Husby-Oppunda 159:1                | Stensättning                     |              | Husby-Oppunda, Södermanland |        | 58.886960, 16.733257 | 10033301590001 | Ladda upp en bild av detta fornminne      |
| Husby-Oppunda 161:1                | Stensättning                     |              | Husby-Oppunda, Södermanland |        | 58.872991, 16.755440 | 10033301610001 | Ladda upp en bild av detta fornminne      |
| Djurgården (Husby-Oppunda 167:1)   | Stensättning                     |              | Husby-Oppunda, Södermanland |        | 58.900298, 16.804975 | 10033301670001 | Ladda upp en bild av detta fornminne      |
| Husby-Oppunda 169:1                | Stensättning                     |              | Husby-Oppunda, Södermanland |        | 58.896738, 16.773487 | 10033301690001 | Ladda upp en bild av detta fornminne      |
| Husby-Oppunda 169:2                | Stensättning                     |              | Husby-Oppunda, Södermanland |        | 58.896697, 16.773155 | 10033301690002 | Ladda upp en bild av detta fornminne      |
| Husby-Oppunda 170:1                | Gravfält                         |              | Husby-Oppunda, Södermanland |        | 58.898826, 16.781071 | 10033301700001 | Ladda upp en bild av detta fornminne      |
| Husby-Oppunda 171:1                | Stensättning                     |              | Husby-Oppunda, Södermanland |        | 58.898457, 16.782029 | 10033301710001 | Ladda upp en bild av detta fornminne      |
| Husby-Oppunda 173:1                | Stensättning                     |              | Husby-Oppunda, Södermanland |        | 58.905350, 16.764737 | 10033301730001 | Ladda upp en bild av detta fornminne      |
| Husby-Oppunda 173:2                | Stensättning                     |              | Husby-Oppunda, Södermanland |        | 58.905390, 16.763852 | 10033301730002 | Ladda upp en bild av detta fornminne      |
| Husby-Oppunda 173:3                | Stensättning                     |              | Husby-Oppunda, Södermanland |        | 58.905406, 16.763332 | 10033301730003 | Ladda upp en bild av detta fornminne      |
| Husby-Oppunda 175:1                | Stensättning                     |              | Husby-Oppunda, Södermanland |        | 58.876305, 16.794853 | 10033301750001 | Ladda upp en bild av detta fornminne      |
| Husby-Oppunda 177:3                | Stensättning                     |              | Husby-Oppunda, Södermanland |        | 58.897201, 16.772521 | 10033301770003 | Ladda upp en bild av detta fornminne      |
| Husby-Oppunda 178:1                | Gravfält                         |              | Husby-Oppunda, Södermanland |        | 58.898888, 16.807625 | 10033301780001 | Ladda upp en bild av detta fornminne      |
| Husby-Oppunda 179:1                | Stensättning                     |              | Husby-Oppunda, Södermanland |        | 58.872746, 16.840495 | 10033301790001 | Ladda upp en bild av detta fornminne      |
| Husby-Oppunda 180:1                | Stensättning                     |              | Husby-Oppunda, Södermanland |        | 58.870753, 16.834947 | 10033301800001 | Ladda upp en bild av detta fornminne      |
| Husby-Oppunda 181:1                | Stensättning                     |              | Husby-Oppunda, Södermanland |        | 58.870943, 16.836378 | 10033301810001 | Ladda upp en bild av detta fornminne      |
| Husby-Oppunda 181:2                | Stensättning                     |              | Husby-Oppunda, Södermanland |        | 58.870839, 16.836062 | 10033301810002 | Ladda upp en bild av detta fornminne      |
| Husby-Oppunda 181:3                | Stensättning                     |              | Husby-Oppunda, Södermanland |        | 58.870782, 16.835642 | 10033301810003 | Ladda upp en bild av detta fornminne      |
| Husby-Oppunda 182:1                | Stensättning                     |              | Husby-Oppunda, Södermanland |        | 58.912661, 16.818926 | 10033301820001 | Ladda upp en bild av detta fornminne      |
| Husby-Oppunda 185:1                | Gravfält                         |              | Husby-Oppunda, Södermanland |        | 58.879288, 16.744448 | 10033301850001 | Ladda upp en bild av detta fornminne      |
| Husby-Oppunda 186:1                | Husgrund, förhistorisk/medeltida |              | Husby-Oppunda, Södermanland |        | 58.878015, 16.741421 | 10033301860001 | Ladda upp en bild av detta fornminne      |
| Husby-Oppunda 187:1                | Stensättning                     |              | Husby-Oppunda, Södermanland |        | 58.879762, 16.777059 | 10033301870001 | Ladda upp en bild av detta fornminne      |
| Husby-Oppunda 188:1                | Husgrund, förhistorisk/medeltida |              | Husby-Oppunda, Södermanland |        | 58.881498, 16.774294 | 10033301880001 | Ladda upp en bild av detta fornminne      |
| Husby-Oppunda 188:2                | Husgrund, förhistorisk/medeltida |              | Husby-Oppunda, Södermanland |        | 58.881261, 16.774599 | 10033301880002 | Ladda upp en bild av detta fornminne      |
| Husby-Oppunda 189:1                | Stensättning                     |              | Husby-Oppunda, Södermanland |        | 58.882097, 16.775378 | 10033301890001 | Ladda upp en bild av detta fornminne      |
| Husby-Oppunda 192:1                | Stensättning                     |              | Husby-Oppunda, Södermanland |        | 58.867667, 16.831456 | 10033301920001 | Ladda upp en bild av detta fornminne      |
| Husby-Oppunda 194:1                | Grav markerad av sten/block      |              | Husby-Oppunda, Södermanland |        | 58.874098, 16.805943 | 10033301940001 | Ladda upp en bild av detta fornminne      |
| Husby-Oppunda 194:2                | Hög                              |              | Husby-Oppunda, Södermanland |        | 58.874153, 16.805806 | 10033301940002 | Ladda upp en bild av detta fornminne      |
| Husby-Oppunda 194:3                | Hög                              |              | Husby-Oppunda, Södermanland |        | 58.874217, 16.805670 | 10033301940003 | Ladda upp en bild av detta fornminne      |
| Husby-Oppunda 194:4                | Hög                              |              | Husby-Oppunda, Södermanland |        | 58.874255, 16.805533 | 10033301940004 | Ladda upp en bild av detta fornminne      |
| Husby-Oppunda 195:1                | Gravfält                         |              | Husby-Oppunda, Södermanland |        | 58.874274, 16.804063 | 10033301950001 | Ladda upp en bild av detta fornminne      |
| Husby-Oppunda 198:1                | Stensättning                     |              | Husby-Oppunda, Södermanland |        | 58.875954, 16.857515 | 10033301980001 | Ladda upp en bild av detta fornminne      |
| Husby-Oppunda 202:1                | Stensättning                     |              | Husby-Oppunda, Södermanland |        | 58.876477, 16.850280 | 10033302020001 | Ladda upp en bild av detta fornminne      |
| Husby-Oppunda 203:1                | Stensättning                     |              | Husby-Oppunda, Södermanland |        | 58.874265, 16.850434 | 10033302030001 | Ladda upp en bild av detta fornminne      |
| Husby-Oppunda 204:1                | Stensättning                     |              | Husby-Oppunda, Södermanland |        | 58.883861, 16.855200 | 10033302040001 | Ladda upp en bild av detta fornminne      |
| Husby-Oppunda 205:1                | Fornborg                         |              | Husby-Oppunda, Södermanland |        | 58.872125, 16.849603 | 10033302050001 | Ladda upp en bild av detta fornminne      |
| Husby-Oppunda 211:1                | Stensättning                     |              | Husby-Oppunda, Södermanland |        | 58.920622, 16.843461 | 10033302110001 | Ladda upp en bild av detta fornminne      |
| Husby-Oppunda 219:1                | Stensättning                     |              | Husby-Oppunda, Södermanland |        | 58.918829, 16.798097 | 10033302190001 | Ladda upp en bild av detta fornminne      |
| Husby-Oppunda 220:1                | Stensättning                     |              | Husby-Oppunda, Södermanland |        | 58.919411, 16.790858 | 10033302200001 | Ladda upp en bild av detta fornminne      |
| Husby-Oppunda 223:1                | Stensättning                     |              | Husby-Oppunda, Södermanland |        | 58.926355, 16.832804 | 10033302230001 | Ladda upp en bild av detta fornminne      |
| Husby-Oppunda 224:1                | Stensättning                     |              | Husby-Oppunda, Södermanland |        | 58.923647, 16.828651 | 10033302240001 | Ladda upp en bild av detta fornminne      |
| Husby-Oppunda 225:1                | Stensättning                     |              | Husby-Oppunda, Södermanland |        | 58.923002, 16.825501 | 10033302250001 | Ladda upp en bild av detta fornminne      |
| Husby-Oppunda 233:1                | Stensättning                     |              | Husby-Oppunda, Södermanland |        | 58.886127, 16.766524 | 10033302330001 | Ladda upp en bild av detta fornminne      |
| Husby-Oppunda 236:1                | Stensättning                     |              | Husby-Oppunda, Södermanland |        | 58.926015, 16.768774 | 10033302360001 | Ladda upp en bild av detta fornminne      |
| Husby-Oppunda 239:1                | Stensättning                     |              | Husby-Oppunda, Södermanland |        | 58.923273, 16.809545 | 10033302390001 | Ladda upp en bild av detta fornminne      |
| Husby-Oppunda 262:1                | Hög                              |              | Husby-Oppunda, Södermanland |        | 58.909803, 16.801759 | 10033302620001 | Ladda upp en bild av detta fornminne      |
| Husby-Oppunda 263:1                | Gravfält                         |              | Husby-Oppunda, Södermanland |        | 58.876689, 16.756553 | 10033302630001 | Ladda upp en bild av detta fornminne      |
| Vallby kvarn (Husby-Oppunda 267)   | Kvarn                            |              | Husby-Oppunda, Södermanland |        | 58.923625, 16.781871 | 12000000091986 | Ladda upp en bild av detta fornminne      |